# گورامی غول‌پیکر
گورامی غول‌پیکر (نام علمی: Ospronemus goramy)، گونه‌ای از گورامی‌های بزرگ بومی زیستگاه‌های آب شیرین در جنوب شرقی آسیا است. در جای دیگری نیز معرفی شده‌است. این گونه از نظر تجاری به عنوان یک ماهی غذایی اهمیت دارد و همچنین پرورش داده می‌شود. این گونه را می‌توان در تجارت آکواریومی نیز یافت. این گونه برای کنترل علف‌های هرز در گیاهان آبزی بسیار تهاجمی مانند Salvinia molesta استفاده شده‌است، زیرا گورامی غول‌پیکر می‌تواند یک گیاه‌خوار پراشتها باشد.
توانایی تنفس هوای نمناک را دارد، بنابراین می‌تواند برای مدت طولانی خارج از آب زنده بماند. این بسیار بزرگ‌تر از بسیاری از گورامی‌ها است (تنها گونه‌های دیگر Osphronemus به اندازه مشابهی می‌رسند)، تا حداکثر طول استاندارد ۷۰ سانتیمتر (۲۸ اینچ) رشد می‌کند، اگرچه بیشتر آنها تنها حدود ۴۵ سانتیمتر (۱۸ اینچ) طول دارند.
این یک ماهی دوست‌داشتنی در غذاهای اندونزیایی، مالزیایی و تایلندی است. گورامی‌ها به ویژه در غذاهای ساندانی اندونزی محبوب هستند، جایی که اغلب به عنوان ikan goreng سرخ می‌شوند، به عنوان ikan bakar کبابی می‌شوند یا با ادویه داخل بسته‌بندی برگ موز به عنوان پپ پخته می‌شوند. در برخی از مناطق جنوب شرقی آسیا، آنها را برای حفظ و افزایش عمر مفید نمک می‌زنند.

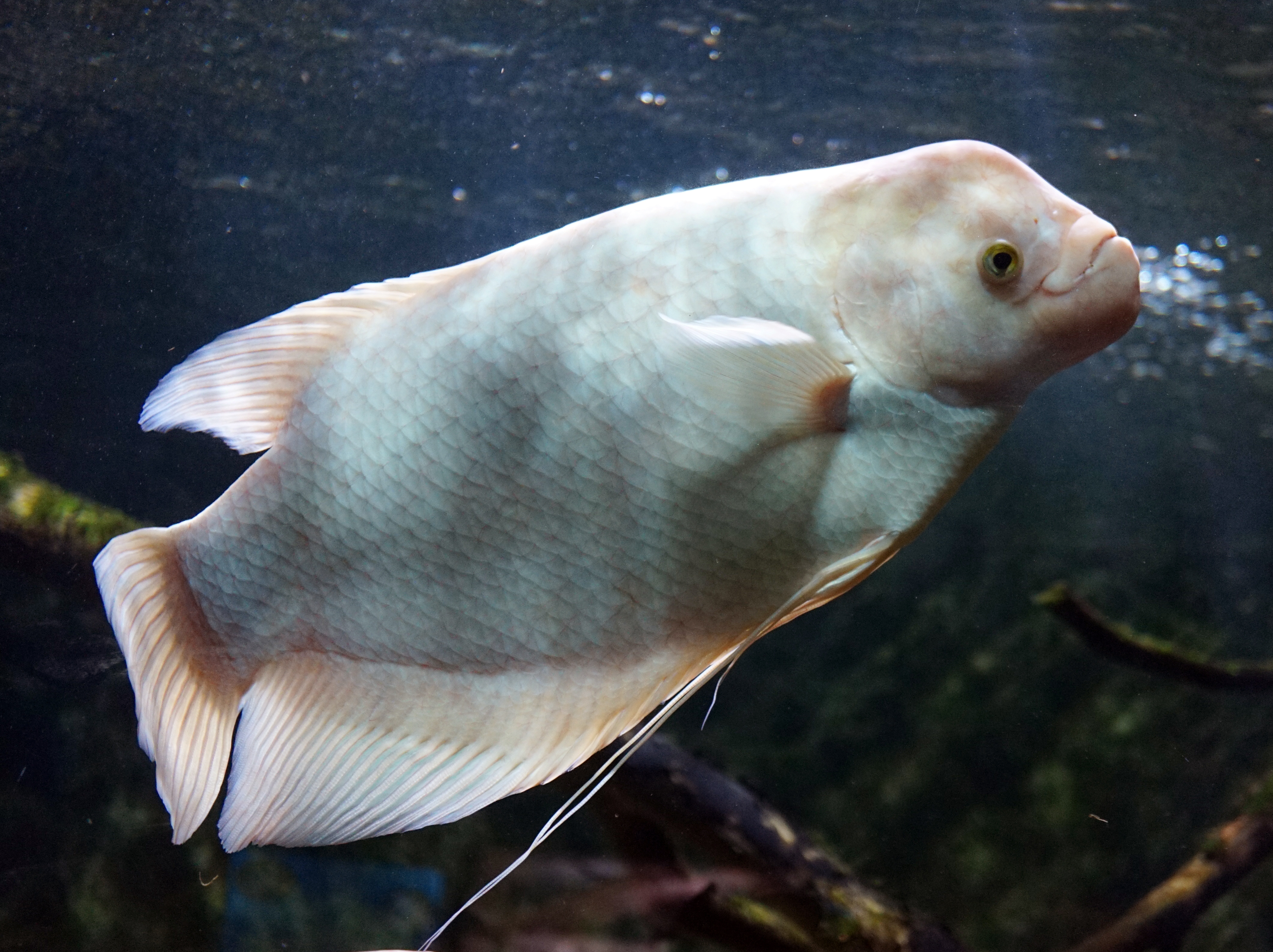
گورامی غول‌پیکر در آکواریوم Särkänniemi در تامپره، فنلاند